# Kulkeite
La kulkeite (simbolo IMA: Klk) è un minerale molto raro della classe minerale dei "silicati e germanati" con composizione chimica Na0,3Mg8Al(Si,Al)8O20(OH)10.
Strutturalmente appartiene ai fillosilicati.

## Etimologia e storia
Il minerale prende il nome dal dottor Holger Kulke, geologo di Essen (nella Renania Settentrionale-Vestfalia, Germania), che fornì il campione originale.

## Classificazione
Nella nona edizione della sistematica dei minerali di Strunz la kulkeite è elencata nella classe "9. Silicati (germanati)" e da lì nella sottoclasse "9.E Fillosilicati"; questa è ulteriormente suddivisa in base alla struttura del minerale in modo tale che la kulkeite possa essere trovata nella sezione "9.EC Fillosilicati con fogli di mica, composti di reti di tetraedri e ottaedri" insieme a brinrobertsite, dozyite, lunijianlaite, rectorite, aliettite, saliotite, corrensite, tosudite, karpinskite e idrobiotite, con le quali forma il sistema nº 9.EC.60.
Tale classificazione viene mantenuta anche nell'edizione successiva, proseguita dal database "mindat.org", chiamata anche Classificazione Strunz-mindat.
Nella Sistematica dei lapis (Lapis-Systematik) di Stefan Weiß la kulkeite è elencata nella classe dei "silicati" e da lì nella sottoclasse dei "silicati stratificati"; qui il minerale può essere trovato nella sottosezione dei "minerali argillosi, regolarmente stratificati; gruppo della montmorillonite" dove insieme a rectorite, saliotite, lunijianlaite, aliettite, tarasovite (non più riconosciuta dall'IMA), tosudite e corrensite forma il sistema nº VIII/H.18.
Anche la classificazione dei minerali secondo Dana, usata principalmente nel mondo anglosassone, elenca la kulkeite nella classe dei "fillosilicati" e nel gruppo dei "fillosilicati: fogli di anelli a sei membri intercalati 1:1, 2:1 e ottaedri", dove forma il sistema nº 71.4.2 insieme a 	dozyite, rectorite, saliotite, tosudite, corrensite, lunijianlaite e aliettite.

## Abito cristallino
La kulkeite cristallizza nel sistema monoclino con gruppo spaziale sconosciuto. I parametri reticolari sono a = 5,319(1) Å, b = 9,195(2) Å, c = 23,897(10) Å e β = 97°1(3)', oltre a 2 unità di formula per cella unitaria.

## Origine e giacitura
La kulkeite è stata rinvenuta nella dolomia, metamorfosata sotto i 400 °C insieme a evaporiti; qui è associata a talco, clorite, flogopite e tormalina.
Il minerale è molto raro ed è stato trovato solo in pochi siti: oltre alla sua località tipo, il paese di Derrag (distretto di Aziz, Algeria), la kulkeite è stata rinvenuta anche a Brioude e Issoire (nell'Alvernia-Rodano-Alpi, Francia), oltre che a Verchnij Ufalej (oblast' di Chelyabinsk e sull'altopiano del Vitim (oblast' di Irkutsk) entrambi in Russia.